# Дворшовиці-Пакошове (Лодзинське воєводство)
Дворшовиці-Пакошове (пол. Dworszowice Pakoszowe) — село в Польщі, у гміні Сульмежиці Паєнчанського повіту Лодзинського воєводства.
Населення — 620 осіб (2011).

## Демографія
Демографічна структура станом на 31 березня 2011 року:
|          | Загалом | Допрацездатний вік | Працездатний вік | Постпрацездатний вік |
| -------- | ------- | ------------------ | ---------------- | -------------------- |
| Чоловіки | 319     | 64                 | 216              | 39                   |
| Жінки    | 301     | 58                 | 175              | 68                   |
| Разом    | 620     | 122                | 391              | 107                  |